# 網絡行動主義
網絡行動主義（英語：Internet activism）是指利用電子通訊技術，如社群媒體、电子邮件和播客等，开展各种形式的社會運動，使參與者能够更快、更有效地进行交流，並向其他人群传递信息。參與者可以利用互联网進行筹资、游说和组织。